# Ulli Lothmanns
Ulli Lothmanns (* 14. Januar 1953; † 24. August 2006 in Leeuwarden, Niederlande) war ein deutscher Theater - und Fernsehschauspieler und Hörspielsprecher.

## Leben

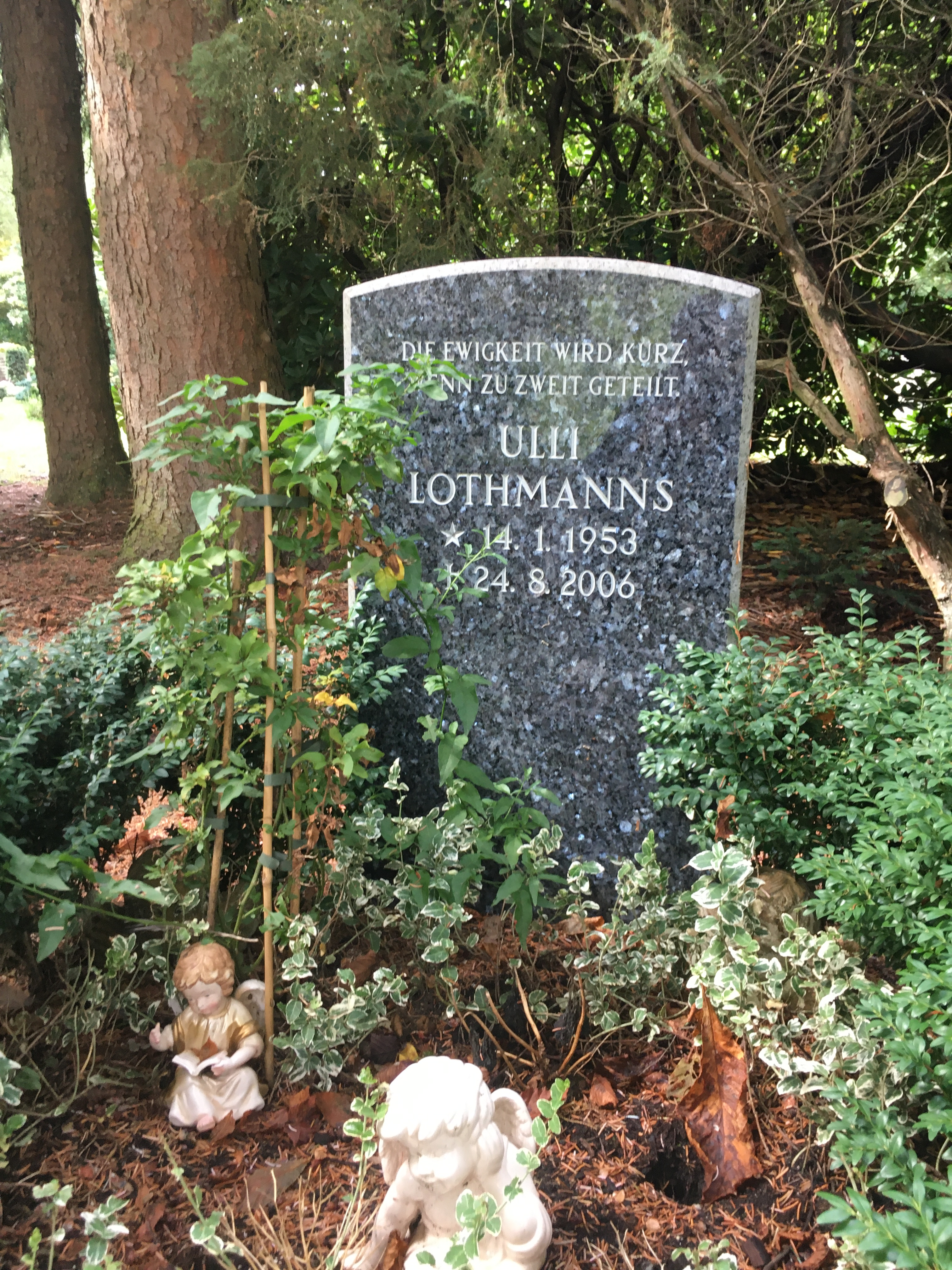
Grabstätte Ulli Lothmanns auf dem Friedhof Ohlsdorf

Lothmanns spielte ursprünglich nur Theater, was er bis zu seinem Tode auch weiterhin tat. Er war seit 1985 in verschiedenen Fernsehproduktionen zu sehen. Bekannt wurde er z. B. für seine Rolle als Joseph Goebbels im Fernsehfilm Propaganda (2004). Neben Arbeiten für Fernsehfilmen war er auch oft Gast in verschiedenen Serien, so in etwa z. B. Küstenwache, Die Rettungsflieger, Neues aus Büttenwarder, Großstadtrevier und Gegen den Wind.
Lothmanns starb im August 2006 während eines Theaterengagements in den Niederlanden. Er wurde in seiner Heimatstadt Hamburg auf dem Friedhof Ohlsdorf im Planquadrat Z 6 – 27 beerdigt.

## Filmografie (Auswahl)
- 1982: St. Pauli-Landungsbrücken (Fernsehserie, eine Folge)
- 1985: Erbin sein dagegen sehr
- 1986: Tödliche Liebe
- 1987: Sturmflut
- 1989: Tatort – Armer Nanosh
- 1991: Großstadtrevier – Lügenbarone
- 1992: Achtung! Streng Geheim! – Die Adler aus dem Osten
- 1993–1997: Neues vom Süderhof
- 1994: Achtung! Streng geheim! – Die Kronjuwelen
- 1994: Achtung! Streng geheim! – Das Dino-Ei
- 1996: Tödliche Wende
- 1997: Ein Vater sieht rot
- 1997: Kalte Küsse
- 1998: Single sucht Nachwuchs
- 1998: Berlin Berlin
- 2000: Hat er Arbeit?
- 2000: Adelheid und ihre Mörder − Blütenzauber
- 2002: Die Kinder vom Alstertal – Folge: Der Schmierfink (Direktor Dr. Seidel)
- 2002: Barbara Wood – Spiel des Schicksals
- 2002: Polizeiruf 110 – Vom Himmel gefallen
- 2003: Gestern gibt es nicht
- 2004: Propaganda
- 2005: Komm ins Paradies